# PAL-V

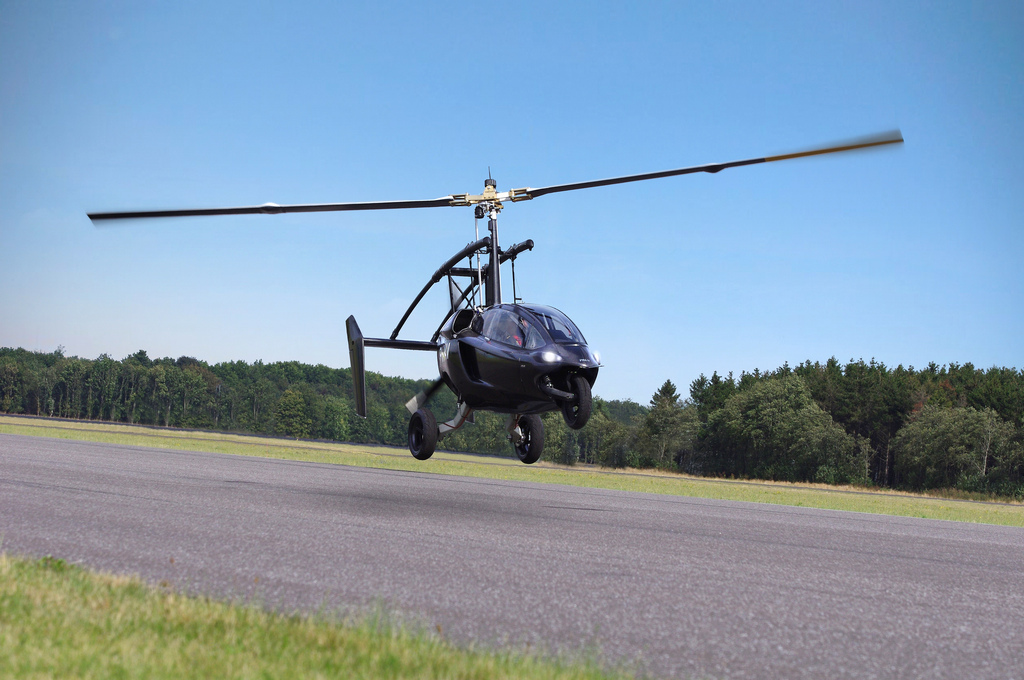
PAL-V One bei der Landung

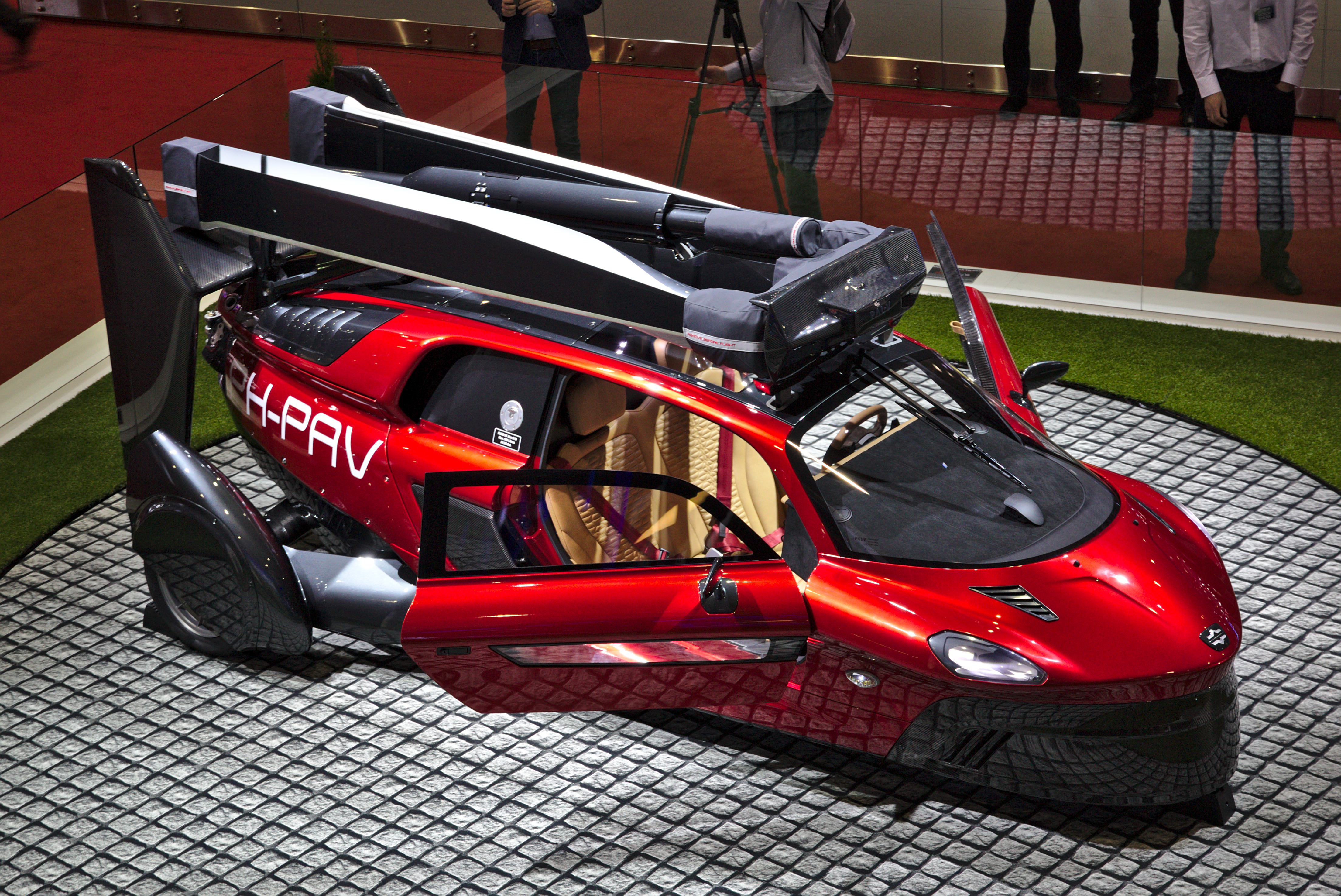
PAL-V auf dem Genfer Auto-Salon 2018

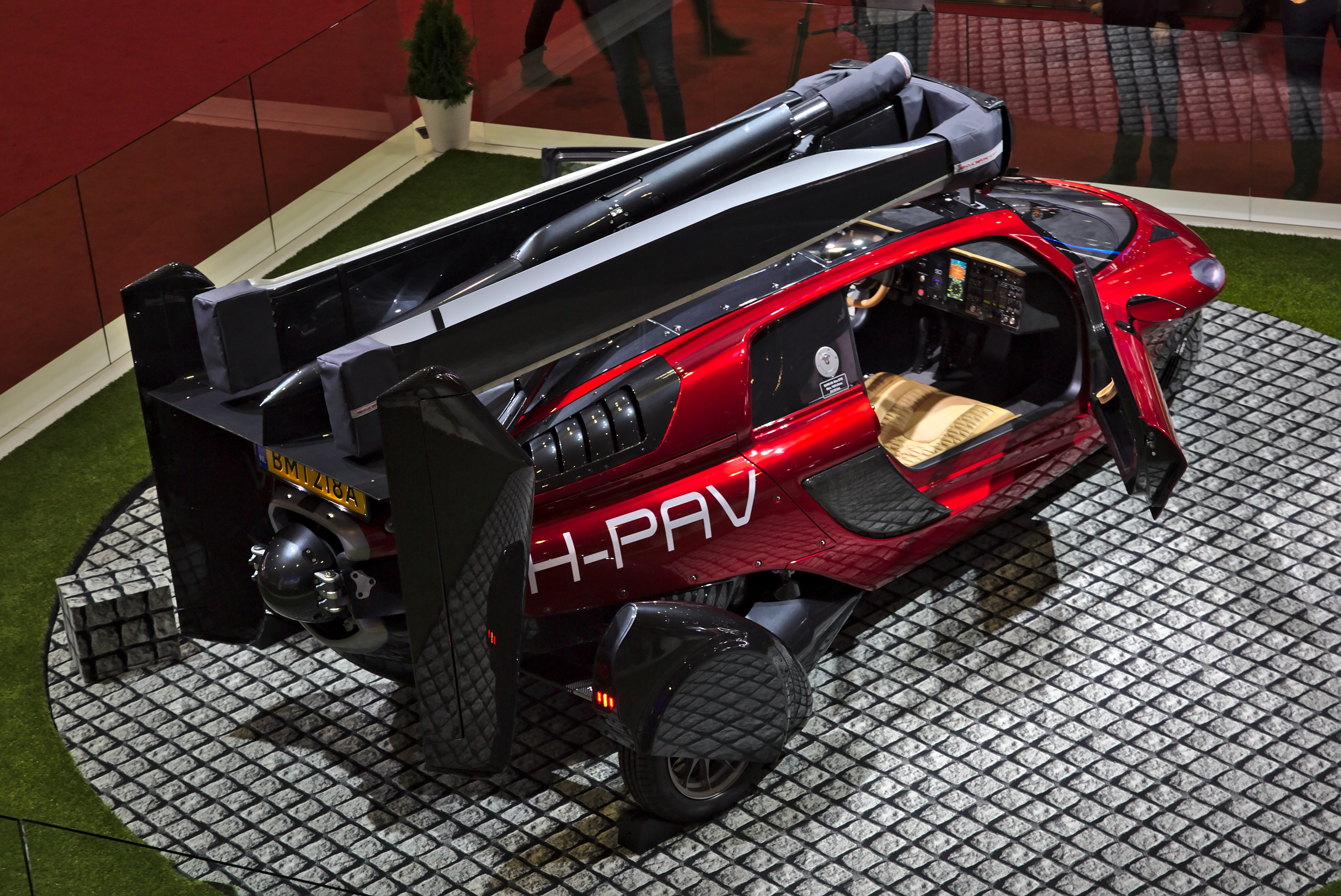
Heckansicht

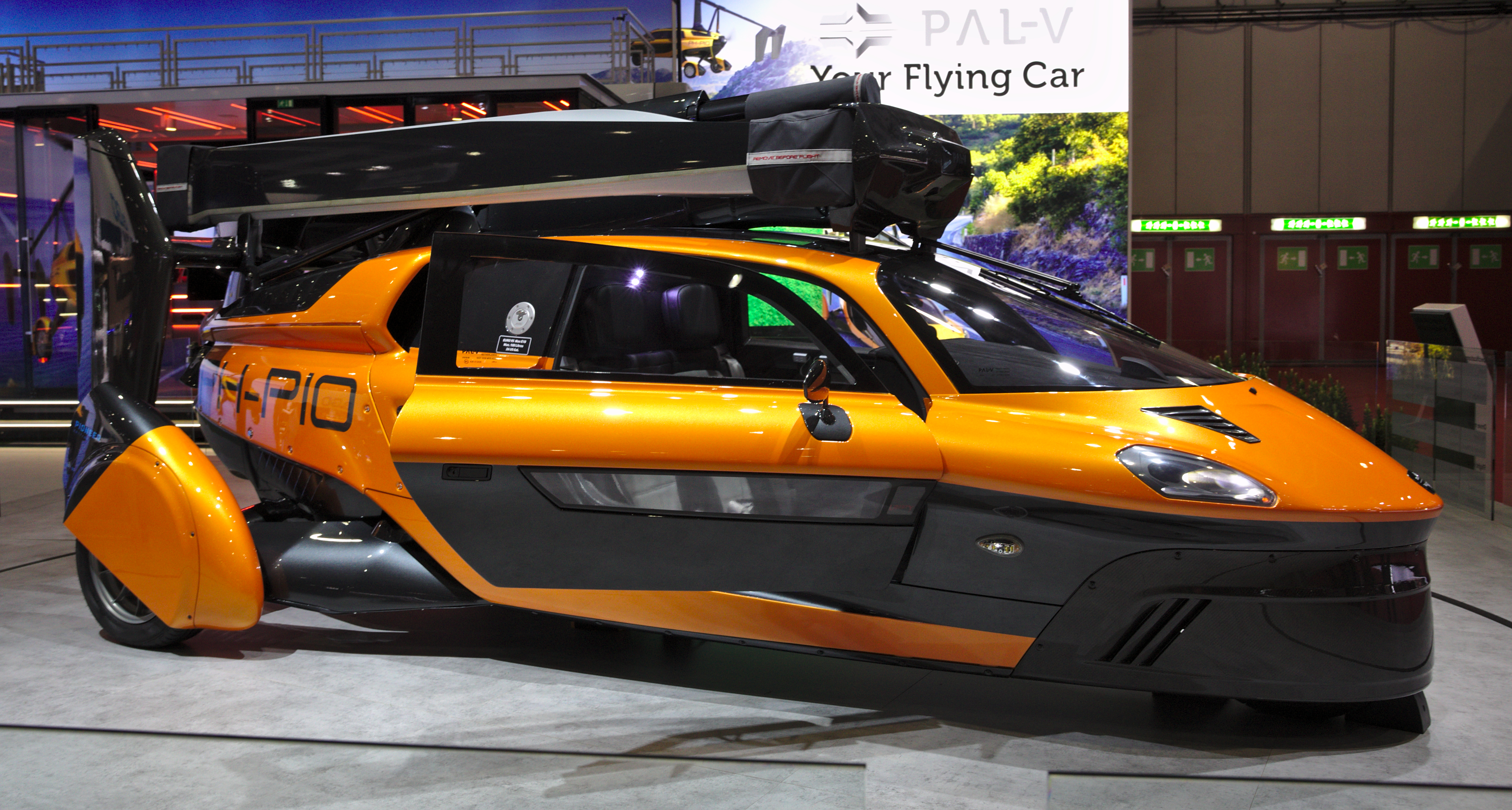
PAL-V Liberty Pioneer Edition auf dem Genfer Auto-Salon 2019

PAL-V ist ein niederländischer Hersteller von Flugautos. Das Konzept kombiniert die Neigetechnik für Straßenfahrzeuge der Firma Carver (Carver One) mit den Flugeigenschaften eines Tragschraubers. Die ersten Testflüge des Prototyps fanden im März 2012 statt. Das Fahrzeug sollte ab 2021 an Serienkunden ausgeliefert werden. 
PAL-V ist ein Akronym und steht für Personal Air and Land Vehicle, zu deutsch Persönliches Luft- und Land-Fahrzeug. Die Straßenzulassung für Europa erfolgte 2020.

## Konstruktion
Erste Pläne für das PAL-V gab es bereits vor 2004. Das Konzept beruht auf den Entwürfen des niederländischen Ingenieurs John Bakker unter dem Firmendach von PAL-V Europe BV.
Für den Flugbetrieb wird der Prototyp über einen Druckpropeller von einem Rotationskolbenmotor des Schweizer Herstellers Mistral angetrieben, der 148 kW (200 PS) leistet. Der Rotor wird passiv durch den Fahrtwind in Drehung versetzt und erzeugt dadurch den nötigen Auftrieb (siehe Tragschrauber). Während der Fahrt am Boden werden Rotor, Antriebspropeller und Leitwerk eingeklappt. Der Motor gibt seine Kraft dann über einen Kettenantrieb an die Hinterräder weiter.
Das PAL-V ist als Zweisitzer ausgelegt und erreicht sowohl am Boden als auch in der Luft eine Spitzengeschwindigkeit von 180 km/h. Für Starts und Landungen wird eine Piste von maximal 200 m Länge und 30 m Breite benötigt.
Bis August 2012 absolvierte der Prototyp 15 Flugstunden. Dabei zeigte sich, dass eine Landreichweite von 1200 km und eine Flugreichweite von 500 km realistisch sind. Ein weiterer Prototyp sollte 2013 fertiggestellt werden um eine Zertifizierung des PAL-V nach FAR CS 27 zu erreichen. Bestellungen für den PAL-V Libery wurden ab 2017 angenommen.
Im Oktober 2020 wurde die europäische Straßenzulassung erteilt. Flugtests waren für 2021 geplant. Im Februar 2021 wurde auch die Zulassung für den Luftverkehr von der EASA erteilt.  2022 sollten die ersten Fahrzeuge ausgeliefert werden.

## Nutzung
Nach Angaben des Unternehmens genügt das PAL-V sowohl den amtlichen Vorschriften für Kraftfahrzeuge als auch den Anforderungen an Luftfahrzeuge nach FAR CS 27. Somit kann es legal am Boden und in der Luft bewegt werden. Für den Betrieb in der Luft ist ein Privatpilotenschein (PPL) mit der entsprechenden Musterberechtigung erforderlich. Am Boden wird ein Autoführerschein benötigt.
In den meisten Ländern Europas sind Starts und Landungen für Privatpiloten bisher nur auf ausgewiesenen Flugplätzen erlaubt. Langfristig hoffen die Entwickler auf eine Veränderung des Individualverkehrs, so dass ein flexiblerer Wechsel von der Straße in die Luft möglich wird. Dafür wird eine Vielzahl kleiner Startplätze benötigt, die sich wie Parkplätze am Straßenrand befinden sollen. Des Weiteren gibt es Überlegungen, mit der Hilfe der Satellitennavigation im Luftraum Flugzonen auszuweisen.
Das Unternehmen sieht als Nutzer insbesondere auch Notärzte und andere Sonderanwender vor. Im Jahr 2008 gab die niederländische Polizei bekannt, dass sie am Kauf von 40 PAL-V interessiert sei. Der Stückpreis soll 599.000 Euro für das PAL-V Pioneer und 399.000  Euro für PAL-V Sport betragen.

## Technische Daten
| Kenngröße                            | Daten Pal-V (Zielwerte)                              |
| ------------------------------------ | ---------------------------------------------------- |
| Besatzung                            | 1                                                    |
| Passagiere                           | 1                                                    |
| Länge                                | 4,00 m                                               |
| Breite                               | 2,00 m                                               |
| Höhe                                 | 1,60 m                                               |
| Leermasse                            | 665 kg                                               |
| max. Startmasse                      | 910 kg                                               |
| Höchstgeschwindigkeit                | 180 km/h (sowohl auf dem Boden als auch in der Luft) |
| Mindestgeschwindigkeit (Flugbetrieb) | 50 km/h                                              |
| Landestrecke                         | ca. 30 m                                             |
| Startstrecke                         | ca. 165 m                                            |
| Reichweite                           | max. 1200 km (Boden) / 350–400 km (Luft)             |
| Motorleistung                        | 150 kW (200 PS)                                      |
| Treibstoff                           | zunächst nur Benzin, später auch Diesel oder Ethanol |
| Verbrauch                            | 8,3 l/100 km (Boden), 28 l/h (Luft)                  |

## Filmische Dokumentationen
- Pal-V One - Flying Car, 2012
- Flying Car – PAL-V Liberty 2018 – World First Flying Car on Sale